# 瑞芳院 (一宮市)
瑞芳院（ずいほういん）は、愛知県一宮市中町1丁目4-1にある臨済宗妙心寺派の寺院。山号は大正山。本尊は観音大士。本堂及び庫裡が登録有形文化財。

## 歴史

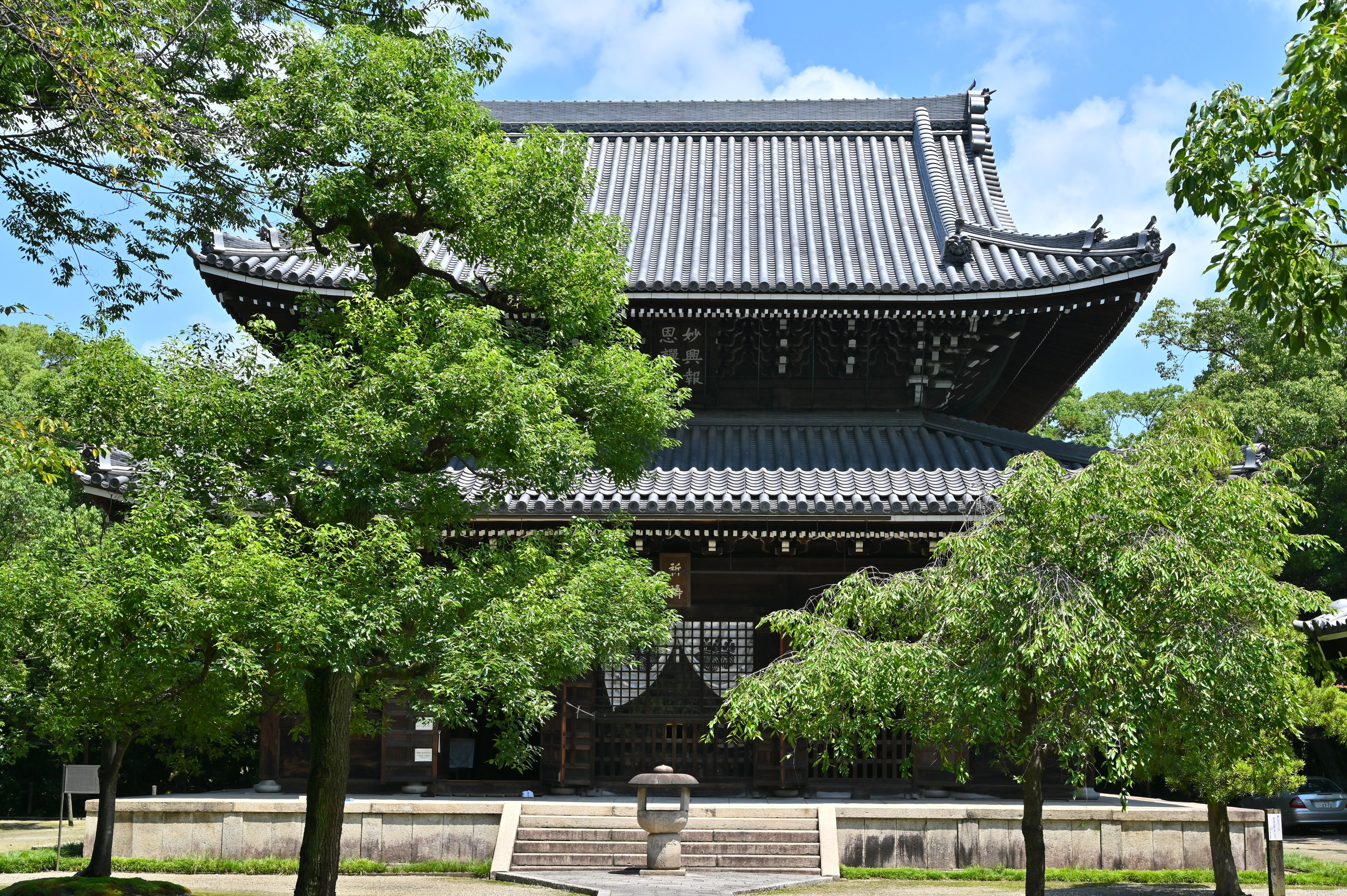
妙興寺仏殿

応永15年（1408年）3月、大照禅師によって創建された。元和年間（1615年～1624年）に本堂が再建された。かつては中島郡大和村（現・一宮市）の妙興寺の塔頭であり、妙興寺の境内中央にある仏殿の北東にあった。
1891年（明治24年）10月28日の濃尾地震で本堂が被害を受けた。1915年（大正4年）12月24日には妙興寺から移転の許可を受け、1917年（大正6年）2月20日に移転が完了した。同時に妙興寺から本堂となる建物を移築している。1916年（大正5年）9月24日、名古屋衛戍病院長の英吉更が句会を開いた。

## 文化財

### 登録有形文化財
- 本堂及び庫裡
  - 木造平屋建、瓦葺[2]。建築面積182平方メートル[2]。切妻造、桟瓦葺[2]。方丈形式の本堂[2]。
  - 文化10年（1813年）竣工[6]。1915年（大正4年）に妙興寺から移築[6]。2021年（令和3年）10月14日に登録有形文化財に登録された[2]。登録基準は「国土の歴史的景観に寄与しているもの」[6]。